# 김종무 (서울특별시의원)
김종무(1969년 6월 25일 ~ )는 대한민국 서울특별시의회 의원이다.

## 경력
- 더불어민주당 서울특별시당 강동구 갑 지역위원회 사무국장
- 국회 진선미 의원실 수석보좌관 (4급 상당)
- 2018년 7월 1일 ~ 2022년 6월 30일: 제10대 서울특별시의회 의원

## 역대 선거 결과
|  | 58.16% |

|  | 40.77% |